# Estadi Nazionale PNF
L'Stadio Nazionale del PNF (o Estadi Nacional del Partit Feixista Nacional) va ser un estadi multiusos de Roma, Itàlia. S'hi van jugar tres dels disset partits de la Copa del Món de 1934, incloent la final entre els amfitrions, Itàlia, i Txecoslovàquia, el 10 de juny de 1934.
L'Stadio Nazionale es va construir el 1911, i es va renovar el 1928 per un partit internacional entre Itàlia - Hongria.
L'estadi va tancar el 1953 i va ser reemplaçat per l'Stadio Flaminio el 1957.